# 獸血紋
獸血紋 （英文：Monster Blood Tattoo）是一系列由澳大利亞作家D. M. 康尼士（D. M. Cornish）寫的幻想小說。小說描寫主角露莎慕（Rossamünd），一個擁有女孩名字的男孩，在他選擇於遙遠的城市成為一名點燈兵（lamplighter）之前，他一直住在遺兒院（foundlingery）（一種孤兒院）。全書場景發生在一塊被稱為半大陸（the Half-Continent）的廣大土地上，各種各樣的怪獸橫行於上，為了生存，世世代代的人類不斷地與怪獸衝突，也發展出相輔相成的化學藥劑、醫療技術、生物工程與航海科技。

## 首部曲：被遺棄的孩子
Monster Blood Tattoo Book One: Foundling

## 二部曲：點燈兵
Monster Blood Tattoo: Lamplighter

## 三部曲：伏光師的總管
Monster Blood Tattoo: Factotum

## 主要角色
- 露莎慕．書兒（Rossamünd Bookchild）：一個遺兒（孤兒），大約12到13歲之間。他是本書的主角，一個社會的弱勢者，這也很可能暗指他是一個假人（Manikin）或是露莎慕靈（Rossamündling）。
- 佛蘭西塔師傅（Master Fransitart）：一位在「歐蓓菈夫人遺兒子女尊榮海軍學會」的慈祥老舍監。他的父母不詳，從小就和弟弟在街上當流浪兒。弟弟在他懷中死去那天起，海軍軍隊盯上他，把他送去主衝角鑑「巧靈號」，成為一名醋海人。他在船上認識配藥師庫隆巴林，至此兩人一直是至交兼戰友。佛蘭西塔對露莎慕的特殊情感和他的喪弟之痛有很大的關係。
- 庫隆巴林師傅（Master Craumpalin）：和佛蘭西塔在「歐蓓菈夫人遺兒子女尊榮海軍學會」裡工作的配藥師。他負責為所有人（包括學會附近定居或工作的一般民眾）提供醫療服務。他在海軍受訓成為一名配藥師，和老友兼同袍佛蘭西塔同時服役。
- 薇琳（Verline）：歐蓓菈夫人的客廳女僕，出身於視服務為光榮與尊貴的侍者家庭，在家中排行老大。她個性溫柔，尤其容易對露莎慕心軟，因為他的著樸個性總會時她想起自己的孩提時代。她幾乎與她的妹妹蓓琳（Praeline）一樣漂亮，歐蓓菈夫人手下常常有男員工送她小禮物，她說什麼他們也會照辦。薇琳自己倒是從沒想過要靠這種魅力占人便宜，她稱這些男員工為「可愛的鹹水佬」。她的妹妹蓓琳（或稱蓓琳小姐，因為她嫁入豪門了）會為姊姊出錢，買一些像是報刊之類的小小奢侈品。
- 瑟巴斯地波先生（Mr. Sebastipole）：他是一名利眼（可以看出某人是否在說謊），也是溫斯特密點燈官的仲介，大半輩子都在那裡服務。他的母親來自瑟巴斯汀，父親來自波魯士，但他是在一個叫做勃艮底亞的小王國長大的。大約十年前，他在長官的命令下成為一名利眼，他很感激視力增強帶給他的力量，但是覺得亢進器很討厭。因此他只在任務需要時才戴上亢進器，看他的眼睛就知道他是名妄眼（利眼的一種）。
- 歐蘿小姐（Miss Europe）：經驗豐富、享有盛名的伏光師（獵煞的一種），也被人稱作布蘭登的玫瑰（the Branden Rose）。他在小時候遇見一群獵煞，立刻就愛上這種職業。這股迷戀進一步變成了鬼迷心竅，驅使她離家出走，前往邪士特（Sinster）接受異變手術，由技術最好的手術師操刀，終於成為一名伏光師。從此之後，她就在各地出沒，不管到哪裡都征服了怪獸與男人的心。
- 萊鳩流斯（Licurius）：歐蘿小姐的總管，是一名緩眼（另一種利眼），跟隨了歐蘿小姐十多年，直到在一次的戰鬥中被一群擰嘴怪拖走，並撕成碎片。和歐蘿小姐相處的期間，萊鳩流斯變得愈來愈陰沉、多疑，並且對怪獸愈來愈憎恨。他因為過度使用亢進器，導致機器內部的器官生長、擠到他的臉和鼻子上。他認為露莎慕的氣味怪異，一直很想殺死他。
- 四畝（Fouracres）：刻苦耐勞的帝國信差，送信時經過無數危險，在好幾次與怪獸的對峙中存活下來。他待人友好親切，在歐蘿小姐身陷危險時，曾充當她的馬伕。
- 磅呎河師（Rivermaster Poundinch）：豬頭桶號的河師，也用衛吉路斯河師這個名號。他對船的性情瞭若指掌，利用豬頭桶號載運歸來人(Rever-man)從事黑市交易，並誘騙露莎慕作為他的船僮。
- 雀斑（Freckle）：一隻葛蘭貢類的怖葛（小型怪獸）。曾被露莎慕從豬頭桶號解救出來，一直感念在心。
- 沙柳．海月（Sallow Meermoon）：她是一名死勾（skold）。她並不是自願，而是被家人和同胞所逼迫，成為一名死勾。她非常害羞，而且說話帶有口吃。
- 綏娜蒂（Threnody）：又被稱為黑伯勞的綏娜蒂小姐（the Lady Threnody of Herbroulesse）。她是菲女士的獨生女，大約比露莎慕大1-2歲。因為戍曆團需要一位繼承者，她在十三歲的那年被母親菲女士強迫至邪士特作異變手術，成為一名問智師（獵煞的一種）。但個性叛逆的她想逃離母親的掌控，因此歷經與母親的多次爭吵，終於如願成為一名點燈兵也是史上第一位女性點燈兵。
- 古林卓點燈士（Lamplighter-Sergeant Grindrod）：在溫斯特密負責訓練見習的資深士官。他是個嚴格的人，但他真心期待訓練出來的點燈兵能瞭解自己將會遭遇到什麼樣的危險，以及如何應付。
- 昂奴．鹿狄斯．葛羅秀．史威（Honorius Ludius Grotius Swill）：溫斯特密的手術師兼醫療助理，年輕有才華，靠文書士官的人脈得到職位。他被懷疑是一個虐屠師，鑽研黑暗涵宇學，並製造歸來人以供黑市交易。
- 南普（南普生．歐菲亞）（Numps, Numption Orphias）：一名半退休的碳酸燈匠，手藝靈巧，現任點燈兵司令好心留他在溫斯特密服役。三年前被一個可怕的歸來人攻擊，以至於手臂嚴重殘廢。

## 術語介紹
- 死勾（Skold）：也被稱為涵宇學家，或者叫擲藥師（投擲湯藥以對付怪獸的人）或引煙人，是指那些用化學藥劑以及稱為「施劑」來和怪獸作戰的異形學家。
- 獵煞（Lahzar）：怪獸獵人或除魔者，是藉由手術改造身體器官的一群人，擁有超凡的能力。
- 伏光師（Fulgar）：又稱天火使（持用雷電者），獵煞的一種。他們以手術植入器官（稱為天火內核），獲得製造、儲存和釋放強大電擊的能力。
- 問智師（Wit）：也稱為顛心使（持用扭曲心靈者）或鬥心師，亦為獵煞的一種，但問智師的潛能（技術或力量）並不像伏光師那樣會讓人看見火花或閃光，而是讓人「感覺」到。那是一種稱為飛炫（又稱灰線）的能量，問智師用他們在手術時植入的器官就能製造出來。
- 利眼（Leer）：又叫馭智使（掌控感官者）、慧識師或預視師。他們用化學藥劑浸泡眼睛以強化感官能力，分成緩眼（Laggard）以及妄眼（Falseman）兩種。
- 怖葛（Bogle）：泛指體型較小，沒有人類高大的怪獸，包括納咕嚨、狡靈、葛蘭貢等。
- 虐客（Nicker）：通常指那些和人類一般高大或者更大的怪獸。

## 外部連結
- Official website （页面存档备份，存于）
- Author's official blog （页面存档备份，存于）
- Author's illustration website （页面存档备份，存于）